# Urbana Biruaca
Pour les articles homonymes, voir Biruaca.
Urbana Biruaca est l'unique paroisse civile de la municipalité de Biruaca dans l'État d'Apure au Venezuela. Sa capitale est Biruaca.

## Géographie

### Démographie
Hormis sa capitale Biruaca, la paroisse civile possède plusieurs localités dont et quartiers orientaux de la capitale de l'État San Fernando de Apure :
- Biruaca
  - Santa Rufina
- El Negro
- El Viento
- Guasimote
- La Colonia
- La Enea
- Los Algarrobos
- Mamonal
- Rabanal
- Quartiers orientaux de San Fernando de Apure :
  - Llano Alto
  - Merecure
  - Santa Rosa
  - Santana
- Santa María
- Turumba